# Fouad Idabdelhay
Fouad Idabdelhay est un footballeur néerlandais d'origine marocaine, né le 2 mai 1988 à Berg-op-Zoom.

## Biographie
Il est issu du centre de formation du NAC Breda, il disputa son premier match officiel le 26 septembre 2007 lors d'un match de championnat néerlandais au PSV Eindhoven en remplaçant Matthew Amoah à dix minutes du coup de sifflet final.
Ses origines marocaines lui laissent l'opportunité de représenter l'équipe nationale du Maroc bien qu'il ait joué avec la sélection des Pays-Bas dans les jeunes catégories.

## Palmarès
- Champion du Maroc 2015 avec le Wydad de Casablanca